# Emiliano Jourdan
Emiliano Nicolás Jourdan Bellion (Colonia del Sacramento, 3 febbraio 2004) è un calciatore uruguaiano, centrocampista del River Plate (M).

## Carriera

### Club
È cresciuto nel settore giovanile del Nacional. Il 29 gennaio 2025 è stato acquistato dal River Plate (M) con cui ha firmato il suo primo contratto professionistico ed il 3 febbraio ha debuttato nell'incontro di Primera División pareggiato 1-1 contro il Cerro.

## Statistiche

### Presenze e reti nei club
Statistiche aggiornate all'11 marzo 2025.
| Stagione        | Squadra         | Campionato      | Campionato | Campionato | Coppe nazionali | Coppe nazionali | Coppe nazionali | Coppe continentali | Coppe continentali | Coppe continentali | Altre coppe | Altre coppe | Altre coppe | Totale | Totale | Totale |
| Stagione        | Squadra         | Comp            | Pres       | Reti       | Comp            | Pres            | Reti            | Comp               | Pres               | Reti               | Comp        | Pres        | Reti        | Pres   | Reti   |        |
| --------------- | --------------- | --------------- | ---------- | ---------- | --------------- | --------------- | --------------- | ------------------ | ------------------ | ------------------ | ----------- | ----------- | ----------- | ------ | ------ | ------ |
| 2025            | River Plate (M) | PD              | 5          | 0          | CU              | 0               | 0               | -                  | -                  | -                  | -           | -           | -           | 5      | 0      |        |
| Totale carriera | Totale carriera | Totale carriera | 5          | 0          |                 | 0               | 0               |                    | -                  | -                  |             | -           | -           | 5      | 0      |        |